# Anna Aguilera i Gassol
Anna Aguilera i Gassol (Barcelona, 5 de desembre de 1889) va ser una pintora catalana activa sobretot abans de la Guerra Civil.
Filla de Joaquim Aguilera Valentí i de la seva primera dona Manuela Gassol i Andreu (+1890). Va quedar orfe de mare a l'any d'edat.
Als anys trenta va tenir una certa activitat a les sales i certamens barcelonins. La primera notícia que se'n té és l'exposició individual de pintures que va presentar el febrer del 1932 a la Sala Busquets, on va mostrar una selecció de les seves obres més representatives, que es van considerar com avantguardistes. L'any següent va prendre part en l'Exposició de Primavera organitzada per la Junta Municipal d'Exposicions d'Art que es va fer al Palau de Projeccions de Barcelona, amb l'obra Dues roses. Igualment, va participar en les edicions dels anys 1934, amb una natura morta, 1936, amb l'obra Passejant-se, i 1937, de nou amb una natura morta. En els catàlegs d'aquestes exposicions consta que durant aquells anys va residir a diferents llocs de l'Eixample barceloní.
L'any 1938 va formar part de diverses exposicions col·lectives al Casal de Cultura de Barcelona. La primera d'elles va ser la I Exposición Trimestral de Artes Plásticas, promoguda pel Ministerio de Instrucción Pública i la Dirección General de Bellas Artes, que es va inaugurar a finals de març. A l'octubre va ser el Saló de Tardor i al novembre una mostra de dibuix i gravat, totes dues organitzades per la Junta d'Exposicions d'Art de Catalunya. En aquesta darrera hi van participar un bon nombre de dibuixants i gravadores, entre les quals hi havia Montserrat Barta, Àngels Carbona i Montserrat Fargas. En aquell moment, la seva pintura es va posicionar a favor dels valors de la República, com demostra la seva obra Ofrena als nostres combatents. Als anys cinquanta torna a constar en diferents exposicions a la Sala Busquets (1952), a les Galeries Laietanes (1957) i a l'Ateneu Barcelonès (1960), i durant la temporada 1968-1968 va exposar a les Galeries Syra.
Anna Aguilera va pintar sobretot flors, natures mortes i alguna figura. El Museu Nacional d'Art de Catalunya conserva dues obres d'Anna Aguilera: Ofrena als nostres combatents (1937), procedent de la I Exposició Trimestral d'Arts Plàstiques del 1938, i Sant Jordi (1947), que la mateixa artista va cedir en dipòsit a l'antic Museu d'Art Modern de Barcelona l'any 1970.